# Emanuel Swedenborg
Emanuel Swedenborg (Estocolmo, 29 de janeiro de 1688 – Londres, 29 de março de 1772) foi um polímata e espiritualista sueco, com destacada atividade como cientista, inventor, místico e filósofo.
Desenhou uma "máquina de voar", fundou a primeira revista científica da Suécia, publicou obras em campos tão diversos como a geologia, a biologia, a astronomia e a psicologia, e deu origem a uma nova religião, o swedenborgianismo.

## Biografia

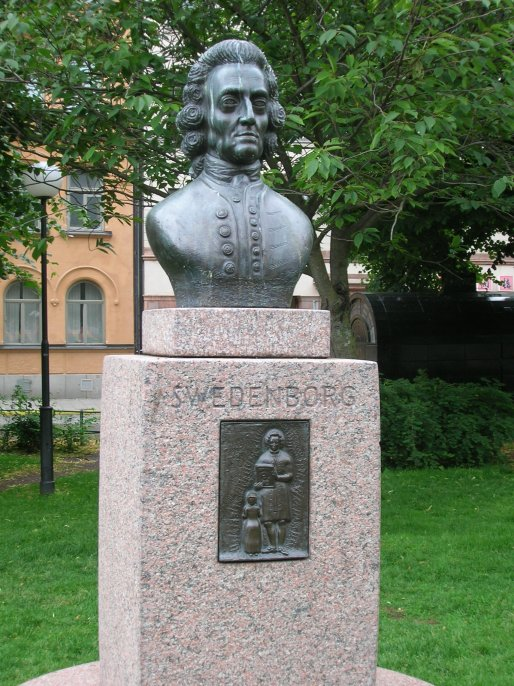
Monumento a Emanuel Swedenborg em sua cidade natal, Estocolmo.

Filho de Sarah Behm Swedberg e Jesper Swedberg, um pastor Luterano e capelão real que foi, em 1703, Bispo de Skara. Formou-se em Engenharia de Minas e serviu ao seu país durante muitos anos como Assessor Real para assuntos de mineração. Após a morte do pai, sua família foi elevada à nobreza pela Rainha Ulrica, pelos méritos do Bispo Swedberg. O sobrenome familiar foi então mudado para Swedenborg e, assim, Emanuel, como filho mais velho, passou a ter lugar no Parlamento sueco, onde teve destacado papel durante muitos anos.
Foi catedrático de Matemática na Universidade de Uppsala, ao mesmo tempo em que pesquisava a fundo áreas tão distintas quanto anatomia e geologia, astronomia e hidráulica. Quando dominava o assunto, publicava obras sobre suas conclusões, obtendo o respeito de outros especialistas e autores das diversas áreas. Vários conceitos emitidos por Swedenborg, nesses estudos, são considerados como pioneiros. Em razão dessas realizações, Swedenborg passou a ser considerado um dos heróis nacionais na Suécia, razão por que seu retrato se encontra no hall da Academia de Ciências daquele país [carece de fontes?] e seu corpo foi transladado para a Catedral de Uppsala, onde estão enterrados vários reis suecos.
Famoso pelas suas obras e rico por herança materna, esse homem dominou praticamente todas as ciências de seu tempo, até que, aos 56 anos, relata que um fato espantoso mudou sua vida. Afirma que foi designado pelo Senhor, que a ele apareceu em 1744, para a missão de ser o porta-voz da revelação do sentido interno ou espiritual da Bíblia, até então oculto. Ao ser revelado esse sentido, também foram abertos os segredos do "o Céu, e as Suas maravilhas, e o Inferno", como descreveu, e tornou-se, também, testemunha ocular dos eventos que constituíram o Juízo Final. Mais tarde, Swedenborg reconheceu que foi, aliás, por causa dessa missão espiritual que ele fora preparado pelo Senhor desde a infância, e progrediu nos conhecimentos naturais sem nunca olvidar a fé no Criador.
Os Escritos admiráveis que foram publicados a partir desse período têm influenciado mentes de homens, mulheres e crianças, tanto pessoas humildes quanto da realeza, anônimos ou lustres famosos, como Carlyle, Ralph Waldo Emerson, Baudelaire, Balzac, William Blake, Helen Keller e Jorge Luís Borges. No entanto, esses mesmos escritos teológicos e espirituais são motivo para que se façam julgamentos parciais e de interesses, lançando dúvida sobre a sanidade mental do autor e sua reputação científica anterior. Por causa de sua teologia, Swedenborg sofreu censura e forte perseguição por parte de religiosos cristãos em seu país, onde seus livros foram proibidos. De fato, a doutrina por ele exposta abala as bases da crença tradicional do cristianismo, a saber, em um Deus dividido em três pessoas, num sacrifício sanguinário de uma pessoa (o Filho), para salvar toda a humanidade.
Por confrontarem à teologia cristã atual, suas obras foram tidas como heréticas, embora ele tenha sempre se declarado um servo do "Senhor Jesus Cristo". A teologia exposta por Swedenborg juntamente com o relato das experiências tão vivas no plano espiritual desconcertam muitos religiosos, os que, teoricamente, mais deviam saber sobre o espírito e a vida após a morte. Muitos desses indivíduos, sentindo-se ameaçados, reagiram contra essa nova abertura da revelação e, especialmente, contra o autor, fazendo circular boatos difamadores a respeito de sua sanidade. Em virtude disso, também a sua reputação anterior de grande cientista e filósofo ficou comprometida.
Mas Swedenborg continuou a escrever e a trabalhar como antes, sem se importar com as críticas, convicto de que sua obra seria para um futuro distante, com a serenidade dos que sabem o que estão fazendo, serenidade que o acompanhou até a sua morte física, em 29 de março de 1772, a qual ele também tinha previsto com semanas de antecedência. Ele foi enterrado na catedral luterana de Londres que havia sido criada em 1710, por seu pai, mas, em 1908, seu corpo foi transportado para ser enterrado na Catedral de Uppsala.
A partir de seus escritos teológicos, fundou-se a Nova Igreja, de cariz swedenborgianista.
Ele também foi vegetariano.

## Atuação

### Cientista
Estudou e publicou várias obras que abrangiam áreas tão diversas como: química, óptica, matemática, magnetismo, hidráulica, acústica, metalurgia, anatomia, hidrostática, fisiologia, pneumática, geologia, mineração, cristalografia, cosmologia, cosmogonia, dinâmica, astronomia, álgebra, mecânica geral e outras.
Por exemplo, de 1716 a 1718, publicou um periódico científico intitulado Daedalus Hyperboreus, em que foram registradas invenções mecânicas e descobertas matemáticas.

### Filósofo
Além de publicar diversos tratados de filosofia, formulou e desenvolveu as doutrinas filosóficas sobre o influxo, os graus, as formas, as séries e a ordem.
Na área da psicologia, publicou, entre outros, os tratados: Psicologia Empírica (1733), um estudo sobre a obra de Christian Wolff, e Psicologia Racional (1742), contendo muitos princípios filosóficos e observações inéditas baseados nas suas observações sobre anatomia.

### Teólogo
Nos últimos 27 anos de sua vida, escreveu mais de 40 títulos de exegese bíblica, Cristologia, escatologia e doutrina geral, expondo, por meio da Ciência das Correspondências, o sentido interno ou espiritual que jazia oculto na Palavra. Assim, restaurou os fundamentos primitivos do cristianismo, a saber, a fé em Jesus Cristo como Deus que Se fez carne, bem como outras doutrinas básicas, sobre a fé, a caridade, a vida, a Escritura Santa, o casamento etc.

### Inventor
Fez esboços, em 1714, de uma "máquina de voar", que foi considerada pela Academia Real Britânica de Aeronáutica como o primeiro projeto racional de um avião. Inventou vários outros artefatos e instrumentos mecânicos; alguns construiu, outros deixou apenas em esquemas, como uma bomba hidráulica; um dique para construção naval; um guindaste; um compressor a mercúrio; uma carreta mecânica com guindaste; um máquina de parafusar; um instrumento de sopro; uma metralhadora; uma máquina elevadora para extração de minério; um "navio capaz de submergir com a sua tripulação e assim escapar da esquadra inimiga" (o submarino!) além de outros.
Descobridor pioneiro, foi o primeiro a propor a hipótese nebular da criação do universo, meio século antes de Kant e Laplace; fez descobertas que deram origem à ciência da cristalografia; desenvolveu teorias sobre a natureza da energia; descobriu que o cérebro funciona em sincronia com os pulmões; deduziu o uso do fluido cérebro-espinhal; foi pioneiro no estudo do magnetismo; apresentou a teoria de galáxias serem constituídas por estrelas com sistemas planetários.

### Político
Foi membro atuante do Parlamento por vários anos, tendo apresentado muitas propostas para o desenvolvimento industrial, financeiro e social da Suécia.

### Artífice
Praticou as artes da música (como organista), criou instrumentos musicais, aprendeu a fazer encadernação de livros, técnicas de relojoaria, gravação de metal, marmoraria, polimento de lentes, jardinagem, etc..

### Literato
Além das obras científicas e teológicas relacionadas nesta página, Swedenborg publicou a primeira álgebra na língua sueca, escreveu poemas e fábulas, editou um jornal científico intitulado Daedalus Hyperboreus, escreveu biografias e histórias.

### Poliglota
Falava sueco, holandês, inglês, francês, alemão, hebraico, grego, latim e italiano.
As obras teológicas de Swedenborg têm sido traduzidas, no todo ou em parte, do original latim para as seguintes línguas: alemão, árabe, birmanês, chinês, dinamarquês, espanhol, esperanto, filipino, finlandês, francês, gujarati, hindu, holandês, inglês, islandês, italiano, japonês, magiar, norueguês, polonês, português, russo, servo-croata, sueco, tâmil, tcheco, galês e zulu.

### Relatos sobrenaturais
Diversas ocorrências marcantes de habilidade considerada mediúnica foram relatadas sobre Swedenborg. Três delas foram as mais famosas, tendo sido analisadas por Immanuel Kant, concluindo duas delas tratarem-se de lendas.
A primeira foi quando, durante um jantar em Gotemburgo, ele, excitadamente, contou aos presentes às seis horas da tarde que estava havendo um incêndio em Estocolmo (a 405 km de onde estavam) e que ele consumia a casa de um vizinho seu, estando a ameaçar a sua própria. Duas horas mais tarde, ele exclamou, com alívio, que o fogo tinha parado a três portas da sua casa. Dois dias mais tarde, relatórios confirmaram cada declaração que ele tinha feito a ponto de coincidir com exatidão quanto à hora em que Swedenborg tinha recebido sua primeira impressão.
A segunda foi quando ele visitou a Rainha Louisa Ulrika da Suécia, que lhe pediu que contasse a ela algo sobre seu irmão falecido, o Príncipe Augustus William da Prússia. No dia seguinte, Swedenborg cochichou algo em seu ouvido, o que fez a Rainha ficar pálida, tendo ela explicado tratar-se de algo de que somente ela e seu irmão podiam ter conhecimento.
A terceira foi uma mulher que tinha perdido algo importante e veio a Swedenborg perguntando se uma pessoa morta poderia dizer a ele onde estava o objeto, o que ele também fez na noite seguinte.
Immanuel Kant, então no início de sua carreira, ficou impressionado com tais relatos e fez investigações para saber se eram verdadeiros. A princípio, ele não encontrou falha nos relatos, mas, em 1765, ele concluiu que dois deles tinham "nenhum outro fundamento que não a lenda popular" (gemeine Sage). Ver Träume eines Geistersehers, de Kant.
Estes acontecimentos são qualificáveis como sendo o que o Espiritismo chama de acontecimentos mediúnicos.
Outros relatos apontam que conversava com os espíritos, como mostram dois relatos seus reproduzidos por Conan Doyle:
Falando da morte de Polhem, disse Swedenborg: Ele morreu segunda-feira e falou comigo quinta-feira. Eu tinha sido convidado para o enterro. Ele viu o coche fúnebre e presenciou quando o féretro baixou à sepultura. Entretanto, conversando comigo perguntou porque o haviam enterrado, se estava vivo. Quando o sacerdote disse que êle se ergueria no Dia do Juízo, perguntou porquê isso, se ele agora já estava de pé. Admirou-se de uma tal coisa, ao considerar que, mesmo agora, estava vivo. (Doyle, pg 40)
Brahe foi decapitado às 10 horas da manhã e falou comigo às 10 da noite. Estêve comigo, quase que ininterruptamente durante alguns dias. (Doyle, pg 41)
Em sua primeira visão, Swedenborg fala de "uma espécie de vapor que se exalava dos poros do meu corpo. Era um vapor aquoso muito visível e caía no chão sobre o tapete" (Doyle, pg 37). Tal descrição corresponde àquilo que os espíritas e outras tradições espiritualistas chamam de ectoplasma, substância produzida pelos médiuns em todos os fenômenos ditos de efeitos físicos. Logo, dentre as habilidades mediúnicas de Swedenborg, além de clarividência (estado sonambúlico), vidência mediúnica (estado de vigília) e audiência mediúnica, soma-se a de efeitos físicos.
Desde o dia da sua primeira visão até a sua morte, vinte e sete anos depois, esteve ele em contínuo contato com o outro mundo (Doyle). Na mesma noite, disse Swedenborg, o mundo dos espíritos, do céu e do inferno, abriu-se convincentemente para mim, e aí encontrei muitas pessoas de meu conhecimento e de todas as condições. Desde então diariamente o senhor abria os olhos do meu espírito para ver, perfeitamente desperto, o que se passava no outro mundo e para conversar, em plena consciência, com anjos e espíritos. (Doyle, pg. 36).

## Principais invenções e descobertas

### Cérebro e pulmões
Swedenborg descobriu que o cérebro tem um movimento regular igual ao do coração. O fluido espiritual ou espírito animal, tal como aprendemos, tem sua origem no cérebro e é enviado a todas as partes do corpo pelos impulsos do cérebro. "O movimento do cérebro é denominado animação; e a ação do fluido espiritual depende dele (Parte I, nº 279). Toda vez que o cérebro se anima, seus fluidos são bombeados para as fibras e os nervos; tal como o coração, a cada sístole e diástole, bombeia o sangue através de seus vasos (ibid. nº 483). Imaginar a circulação do fluido sem uma força motriz e uma expansão ou constrição reais como a causa propulsora, seria o mesmo que conceber a circulação do sangue vermelho através das artérias e veias sem o coração (Parte II, nº 169). A circulação desse fluido merece ser chamada de círculo vital (ibid., nº 168)". (Æconomia Regni Animalis, E. Swedenborg).

### Máquina elevadora de minério
Inventada por Swedenborg para uso na indústria de mineração, a máquina elevadora era movida por uma roda d'água e composta de um sistema de eixos e mancais, servindo para trazer à superfície pequenas caçambas de minério. Vários outros equipamentos e sistemas foram projetados e construídos por Swedenborg para desenvolver a indústria de mineração sueca, e a mineralogia foi assunto de algumas de suas publicações, inclusive contendo descobertas para aperfeiçoamento dos processos químicos.
Durante uma guerra, no evento conhecimento como um cerco de Frederikstad, a esquadra da Suécia ficou sitiada e impossibilitada de alcançar alto mar. Swedenborg, então, projetou e construiu um sistema de guindastes e trilhos, pelo qual fez transportar uma esquadra de oito barcos de guerra, por terra, de Strömstad a Iddefjord, numa distância de 14 milhas inglesas, através de uma península, pondo a esquadra novamente em condição de combate.

### Alto-forno
Projeto de Swedenborg para um alto-forno para a siderurgia de minério de ferro.

### Teoria atômica
Dr. Thomas French, da Universidade de Cincinnati, EUA, afirmou que Swedenborg, em seu livro Principia, publicado em 1734, enunciara os fundamentos das seguintes teorias da ciência moderna: a teoria atômica; a origem solar da Terra e dos planetas; a teoria ondulatória da luz; a hipótese nebular (cuja validade foi enfaticamente atestada pelo Professor Holden, ex-membro do Observatório Naval dos Estados Unidos da América, em artigo publicado na revista The North American Review, de outubro de 1880); a propriedade motora do calor; a relação entre magnetismo e eletricidade; a eletricidade sob forma de motricidade etérea e as forças moleculares como ação de um meio etéreo.

### Hipótese nebular
A teoria que Swedenborg publicou em seu Principia, em 1734, "explica a formação do sistema solar por partículas hipotéticas se projetando do sol em espirais e se juntando para formar os planetas. Esta teoria é de particular importância na história da ciência, visto que foi apropriada por um astrônomo inglês, chamado Thomas Wright, de Durham. A obra de Wright serviu de base para a obra de Immanuel Kant, "A História Geral da Natureza e a Ciência dos Céus". A obra de Kant foi, por sua vez, incorporada por Laplace, em 1792, à publicação que hoje é conhecida como "Teoria nebular de Kant e Laplace". E a obra de Laplace é citada como sendo a origem da cosmologia moderna". (Robert H. Kirven, Ph.D, na obra A Continual Vision, Swedenborg Foundation, NY).

### Máquinas de transporte e içamento
Para uso industrial e militar, Swedenborg projetou máquinas de transporte e içamento pesados.

### Estrutura da mente
Em um manuscrito de 1740, intitulado "Psychologia Rationalis", Swedenborg descreve a mente (mens) como a parte consciente e pensante. A mente está em comunicação com o animus, mas é distinta deste, que envolve as sensações físicas e o controle motor; e a anima, que se refere às afeições e motivações. Embora não seja precisamente igual ao esquema de Freud de id, ego e superego, essa estrutura antecipa em quase 150 anos a distinção freudiana entre o consciente e o subconsciente". (Robert H. Kirven, Ph.D, na obra A Continual Vision, Swedenborg Foundation, NY).

### "Máquina de voar nos ares"

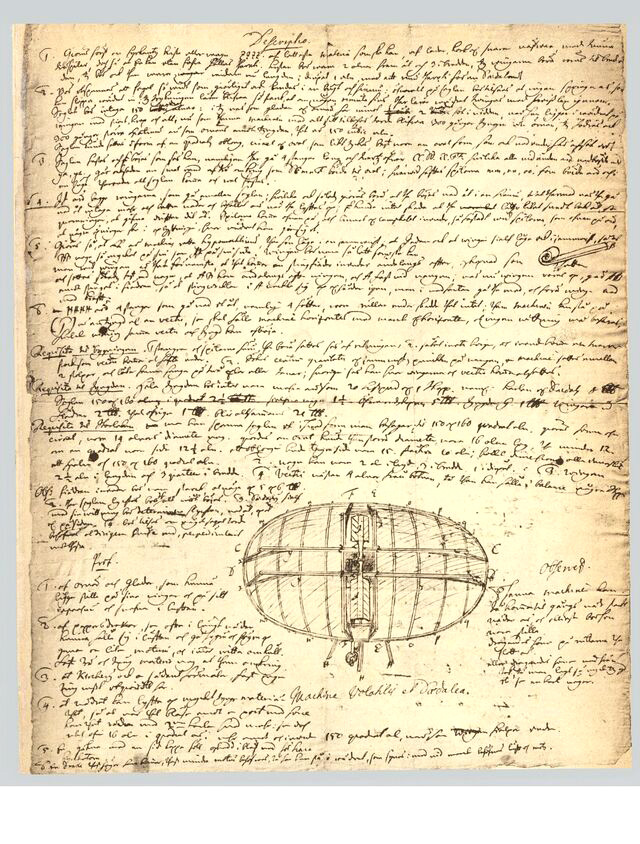
Desenho da Máquina Voadora, em 1714

Em 1714, projetou uma máquina que foi considerada pelo órgão Journal of the Royal Aeronautical Society, da Inglaterra, ser "primeira proposta racional de um aeroplano", porque previa superfície abaulada para sustentação pela diferença de pressão atmosférica, um sistema propulsor e trem de pouso. Este invento foi assunto do livro "Swdenborg´s 1714 Airplane", (Swedenborg Foundation, NY) de Henry Sorderberg, que contou com o apoio do Rei Carlos XVI, da Suécia, e da companhia aérea SAS. Swedenborg nunca construiu um modelo de sua máquina voadora, talvez desestimulado por seu amigo e mestre, Chistopher Polhem. Este argumentou que "voar por meios artificiais seria tão difícil quanto achar o ‘moto perpetuo’ ou produzir ouro artificialmente, embora, à primeira vista, isso possa parecer fácil e viável".

### Método astronômico
Recém-formado em Engenharia, Swedenborg desenvolveu um método para determinar a longitude da Terra com base na Lua, pelas paralaxes. Hoje, é tido como a mais significativa de suas primeiras descobertas. Embora não tenha sido bem acolhido pelos sábios da época, Swedenborg sempre insistia que seu método era "o único que pode ser enunciado, o mais fácil e, de fato, o correto". Sua confiança nele era tanta, que o republicou, por diversas vezes, entre 1718 e 1766, em latim e sueco. Esse tratado recebeu crítica favorável da Acta Literaria Sueciae, de 1720. O editor afirmava que o tratado de Swedenborg era superior a todos os que tinham sido formulados até àquela data. O Acta Eruditorum, de 1722, publicado em Leipzig, também faz muitos elogios à sua invenção.

### Estruturas cerebrais
"No manuscrito Cérebro, publicado postumamente, ele localizou o processo do pensamento no córtex do cerebelo e identificou aquilo que mais tarde se chamou de 'células piramidais' como sendo ligadas umas às outras e a todas as partes do corpo, para funcionar como receptoras dos sentidos e diretoras dos movimentos (talvez acabasse de descobrir os neurônios). Esta descoberta se deu meio século antes de vir a ser do conhecimento da comunidade médica. Poucos anos mais tarde, nos Arcanos Celestes, observou, em vários contextos, que os hemisférios direito e esquerdo do cérebro desempenham funções específicas e distintas, o esquerdo estando envolvido com os processos racionais e intelectuais, e o direito com as afeições e intenções". Robert H. Kirven, Ph.D, na obra "A Continual Vision, Swedenborg Foundation, NY.

### Outras invenções
Entre outras de suas invenções, destacam-se ainda: o "projeto de um navio que podia mergulhar com sua tripulação ao fundo do mar e causar grandes danos à armada inimiga"; um sistema de comportas nas docas para suspender navios cargueiros; um sistema de moinhos impulsionados pela ação do fogo sobre a água; uma metralhadora pneumática capaz de dar de sessenta a setenta tiros, sem recarregar.
A Igreja Nova (ou Swedenborgianismo) são várias denominações cristãs historicamente relacionadas que se desenvolveram como um novo movimento religioso influenciadas pelos escritos de Swedenborg. Swedenborg afirmou ter recebido uma nova revelação de Jesus Cristo através de contínuas visões celestiais que ele experimentou ao longo de um período de pelo menos 25 anos. Em seus escritos, ele previu que Deus iria substituir a Igreja cristã tradicional, estabelecendo uma "Igreja Nova", que adoram a Deus em uma pessoa: Jesus Cristo. A doutrina da Igreja Nova é que cada pessoa deve cooperar ativamente em arrependimento, reforma e regeneração da vida.
Em 7 de maio de 1787, 15 anos após a morte de Swedenborg, o movimento de Igreja Nova foi fundada em Inglaterra. Surgiram várias denominações como a Conferência Geral da Igreja Nova (Grã-Bretanha), a Convenção Geral da Igreja Nova, organizada em 1817 nos EUA, a Igreja Geral da Nova Jerusalém e a Nova Igreja do Senhor que é a Nova Jerusalém.
| “ | A Nova Jerusalém do Brasil data de 1898. Foi seu fundador o próprio Sr. [Levindo Castro] de la Fayette, e isto devido a revelações que recebera em Paris alguns anos antes. É o caso que o pastor, nesse tempo simples professor de português num instituto parisiense, foi nomeado chanceler do consulado-geral do Brasil na França. Essa função fê-lo desejoso de conhecer a verdade espiritual, e, para que a verdade brilhasse, de la Fayette observou logo um rigoroso regime de temperança em todas as coisas (...) reuniram na rua Minervina cinqüenta swedenborgianos, fundando duas sociedades: a Associação de Propaganda da Nova Jerusalém, pela imprensa, conferência e leitura das obras do mestre, e uma sociedade de beneficência para auxiliar os irmãos brasileiros. Um jornal, a Nova Jerusalém, foi logo publicado e existe há oito anos; o círculo da propaganda aumentou, amigos em viagem levaram a notícia ao Pará, ao Rio Grande do Sul, à Minas e, afora esses adeptos, cerca de duzentos swedenborgianos reúnem-se aos domingos (...) - João do Rio As Religiões no Rio 1904. | ” |

## Espiritismo
Swedenborg recomendava cautela com relação às revelações dos espíritos:
"Quando os espíritos começam a falar com um homem, ele deve estar disposto a não acreditar em nada do que eles dizem. Porque quase tudo que eles falam é inventado por eles, e eles mentem: pois se nós permitíssemos que eles narrassem qualquer coisa, como o céu é e como as coisas no céu devem ser entendidas, eles contariam tantas mentiras que o homem ficaria perplexo.".
Segundo a Revista Espírita de novembro de 1859, o espírito de Swedenborg retornou para uma comunicação com Allan Kardec, quando afirmou que o espírito que lhe apareceu, auto-denominado "Deus" ou "Senhor", era na verdade um espírito inferior que se fez passar pelo próprio Mestre, segundo Swedenborg não por maldade, mas por pura ignorância.
Na mesma revista, fala-se que ele escreveu muita coisa importante, mas também muitos absurdos. Esse espírito, auto-denominado "Senhor" fê-lo escrever aquelas coisas. O problema de Swedenborg é que ele acreditava em tudo o que os espíritos lhe ditavam, sem passar pelo crivo da razão e do bom senso.

## Rito de Swedenborg
Em 1721, Emanuel Swedenborg cria o Rito de Swedenborg, um rito maçónico. O rito teve a sua maior expressão em Inglaterra, Alemanha, França e Estados Unidos, e o seu objectivo era ensinar a imortalidade da alma.
Tendo por base o livro do Génesis, o rito era composto como segue:
- Primeiro Templo
  - Eleito
  - Mestre
  - Companheiro
  - Aprendiz
- Segundo Templo
  - Kadosh
  - Comendador
  - Cavaleiro
  - Mestre Coen
  - Companheiro Coen

Em 1783, o marquês Thome reorganizou o Rito passando este a ser constituído por seis graus:
- Irmão Vermelho
- Irmão Azul
- Teósofo Iluminado
- Mestre
- Companheiro Teósofo
- Aprendiz Teósofo